# Dai (Xinzhou)
Dai (en chino, 代; pinyin, Dài) es un condado  bajo la administración directa de la Prefectura Xinzhou en la Provincia de Shanxi, República Popular China.  Su área es de 1728 km² y su población total para 2010 superó los 214 mil habitantes. 

## Administración
El condado Dai se divide en 11 pueblos que se administran en 6 poblados y 5 villas.